# Haematopota caseiroi
Haematopota caseiroi är en tvåvingeart som beskrevs av Travassos Dias 1957. Haematopota caseiroi ingår i släktet Haematopota och familjen bromsar.
Artens utbredningsområde är Moçambique. Inga underarter finns listade i Catalogue of Life.